# 亞姆皮利奇克
49°0′18″N 26°24′10″E / 49.00500°N 26.40278°E
亞姆皮利奇克（羅馬化：Yampilchyk）是位於烏克蘭西部赫梅利尼茨基州卡緬涅茨-波多利斯基區切梅里夫齊市鎮的村莊，面積1.82平方公里，海拔高度306米，人口790，人口密度每平方公里441.1人。